# Полубинский, Иван Андреевич
Иван Андреевич Полубинский (? — 1556) — государственный деятель Великого княжества Литовского, князь Полубенский (после 1488—1556), маршалок господарский (1545—1556).

## Биография
Представитель литовского княжеского рода Полубинских герба «Ястржембец». Второй сын князя Андрея Фёдоровича Полубинского (ум. после 1488). Старший брат — князь Василий Андреевич Полубинский (ум. 1550), староста мстиславский (1535—1550), наместник владимирский (1505—1507), маршалок господарский (1522—1550).
В 1504 году князь Андрей Полубинский упоминается в качестве свидетеля в Луцке в тяжбе между князем Андреем Сангушко и Юрием Чарторыйским. С этого момента он часто участвовал в разных судебных процессах и тяжбах, проводившихся в Вильно, Гродно, Бресте, Ковеле и других городах Великого княжества Литовского.
До 1511 года князь Андрей Иванович Полубинский стал «дворянином королевским». С тех пор он заседал в королевских и маршалковских судах; кроме того, польский король направлял его для разрешения разных споров (в том числе: в 1516 году спор семьи Довойнов с Григорием Остиком, в 1536 году соглашение Андрея Сангушки с Иваном Федоровичем, в 1536 и в 1542 годах на Волыни дело того же Сангушко с Яном Свенцицким, в 1537 году у Сангушко).
Князь И. А. Полубинский участвовал в литовских сеймах. Он сблизился с князьями Радзивиллами, но, видимо, был нелюбим королевой Боной, особенно, в свете её деятельности в Литве, так как гетман великий литовский Ежи Радзивилл и староста жемайтский Ян Радзивилл, назначили Ивана Андреевича Полубинского своим комиссаром в процессах с королевой: в 1531 году о владениях возле Жерославки под Гродно и в 1536 году — о значительной части имений Гонёндз и Райгруд. В 1537 году он был комиссаром Фёдора Чарторыского в таком же процессе с королевой Боной на Волыни.
Имущественные споры в имении Деречин проходили в январе 1515 года, 1520—1521, 1524 и в 1526 годах дело доходило до междоусобицы и процессов князя Ивана Андреевича Полубинского с князем Тимофеем Пузыной. В 1538—1540 годах князь Иван Андреевич Полубинский вел войну с князем Александром Андреевичем Сангушко-Каширским, который, опасаясь за свою жизнь, бежал на Волынь и обвинил перед королём Ивана Полубинского, его ожену и сыновей Петра, Михаила и Андрея в нападениях и разорениях во владениях Щара и Бродно его дворов, домов, вещей, зерна, в разграблении их и увечьи многих его людей. Польский король Сигизмунд Старый наложил на И. А. Полубинского штраф в размере 6100 грошей литовских. Несмотря на такие поступки, князь Иван Полубинский продолжал назначаться в состав королевских комиссий (в 1540 и 1542 годах), а затем, даже был включен королём в свою «прибочную раду» (И. А. Полубинский был в ней в 1544 году, в том же году он был свидетелем при составлении королевского эдикта, выданного в Бресте для православных в Вильне) и затем был провозглашён в 1545 году маршалком господарским, то есть стал он стал членом «панов рады» Великого Княжества Литовского.
В литовской раде князь И. А. Полубинский занимал высокое 3-е место (а затем и второе место) среди маршалков. В 1549—1551 годах он занимал, кроме того, по просьбе воеводы виленского Николая Радзивилла «Чёрного» должность справцы воеводства Новогрудского, во время вакансии должности воеводы и споров о кандидатуре на эту должность. Связь с Радзивиллами князь И. А. Полубинский поддерживал до конца жизни. Умирая, он назначил Николая Радзивилла «Чёрного» главным опекуном своих младших детей и жены.
Иван Андреевич Полубинский владел, унаследованными после родных, усадьбами над рекой Друтью в Оршанском повете, а жена принесла ему в приданое третью часть усадьбы Деречин около Слонима (всё владение занимало 78 «осад»), где позднее вместе с женой он откупил ещё и двор Котчин с окрестностями. В 1528 году он выставлял на воинский смотр от владений своих и своей жены — 10 конных воинов, так как тогда у них было уже около 800 собственных подданных. В 1547 году он получил от короля привилей на усадьбу Букштово, находящуюся в центре владений Деречинских. Названия некоторых других владений И. А. Полубинского мы находим в его завещании составленном 20 мая 1556 года. Этим завещанием он отписал своей жене: двор Котчин, данников на Березине, в Беличанах, в Черневичах около Игумения, двор Кременцы, золото, драгоценности и 200 коп грошей литовских по доверенности (у Николая «Чёрного» Радзивилла), также отказал ей двор Черлёны, который он держал за 200 коп грошей литовских. Дочери Марии он назначил в приданое 300 коп грошей литовских на усадьбе Телешница и 200 коп в наличности. Другие владения неизвестных названий достались ранее старшим сыновьям.
Князь Иван Андреевич Полубинский скончался после 20 мая 1556 года. Похоронен в Деречине в православной церкви Св. Спаса в пределе Св. Девы Марии.

## Семья
До 1510 года женился на княжне Невиданне Михайловне Сангушко (ум. после 1558), дочери князя Михаила Александровича Сангушко-Каширского и Анны Васильевны Копач. Их дети:
- Богдана Полубинская, жена лесничего подляшского Ивана Ивановича Ляцкого
- Марина Полубинская, жена войского гродненского и ключника трокского Бенедикта Проташевича
- Мария Полубинская
- Александр Полубинский (ум. до 1608), каштелян новогрудский
- Михаил Полубинский (ум. ок. 1560)
- Пётр Полубинский (ум. до 1558)
- Андрей Полубинский (ум. после 1561)
- Фёдор Полубинский (ум. после 1580)
- Иван Полубинский (ум. 1600), лесничий слонимский

От его сыновей Александра, Михаила, Андрея, Фёдора и Ивана происходят пять ветвей рода Полубинских.